# بحور الشعر النبطي
بحور الشعر النبطي أو كما تسمى بحور الشعر الشعبي، هي مجموعة من الأوزان الشعرية يبلغ عددها ١٣ بحر ولكل بحر وزنه وتفعيلته الخاصان به، تتكون من قسمين بحور رئيسية وبحور مبتكرة.

## بحور الشعر النبطي
تنقسم بحور الشعر النبطي إلى قسمين بحور رئيسية وبحور مبتكرة ولا يوجد عدد معين لبحور الشعر النبطي ولكن هناك بحور اعتاد العرب على استخدامها بكثرة

## بحور الشعر النبطي الرئيسية
1-بحر الهلالي
2- بحر الصخري
3- بحر الحداء
4- بحر المروبع
5- بحر القلطة
6-بحر الرجز

## بحور الشعر النبطي المبتكرة
1-بحر المسحوب
2-بحر الهجيني
3-بحر السامري
4-بحر الفنون
5-بحر الجناس
6-بحر الزهيري

## تفعيلات بحور الشعر النبطي
المسحوب وتفعيلاته: مستفعلن مستفعلن فاعلاتن
الهجيني القصير وتفعيلاته: مستفعلن فاعلن فعلن
الهلالي وتفعيلاته: فعولن مفاعيلن فعولن مفاعلن
الحداء وتفعيلاته: مستفعلن مستفعلن مستفعلن
الرج زوتفعيلاته: فاعلن فاعلن فاعلن
الصخري وتفعيلاته: مفاعلين مفاعلين فعولن
الفنون وتفعيلاته: فاعلاتن فاعلاتن فاعلن
الزهيري وتفعيلاته: مستفعلن فاعلن مستفعلن فاعل
الشيباني وتفعيلاته: مفاعلين مفاعلين مفاعلين مفاعلين